# Praetoriangardet

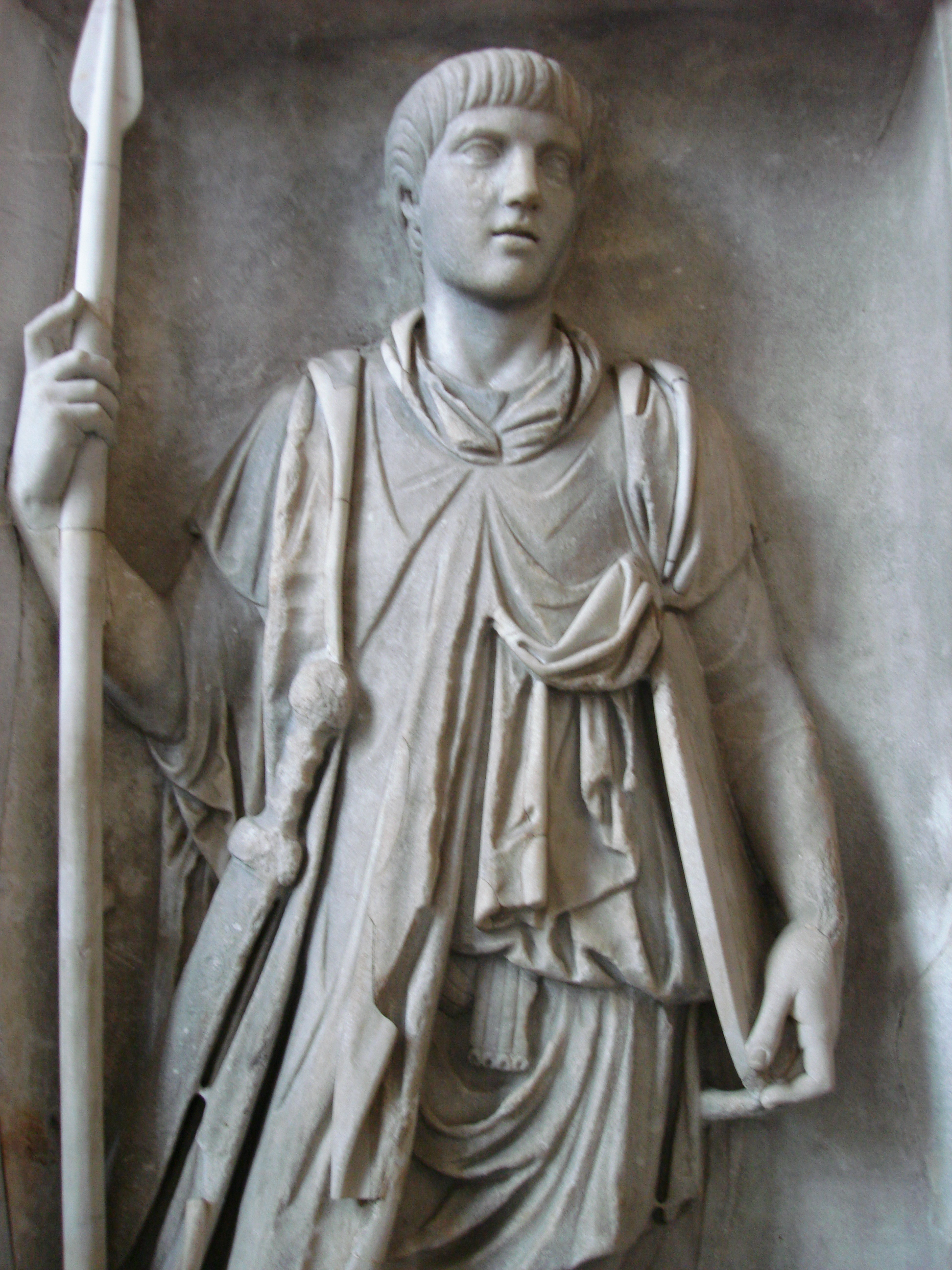
Praetoriansoldat.

Praetoriangardet, latin: cohortes praetoriae, var de romerska kejsarnas livvaktsstyrka.
De romerska fältherrarna, som ursprungligen kallades praetores, hade ofta till skydd för sig och sitt högkvarter (praetorium) ett livgarde, kallat cohors praetoria' (plural cohortes praetoriae). Livvaktstrupperna innefattade flera truppförband, till vilka hörde både fotfolk och rytteri.

## Historia
Stående sådana kårer upprättades först av Marcus Antonius och Octavianus. Octavianus gav inrättningen stadga genom att bilda nio praetoriska kohorter, vart och ett om 1 000 man, utom rytteriavdelning (rytterienheter, turma, med 30 man vardera), som bestod av knappt 300 man. Under Tiberius förlades alla dessa kohorter, vilka på 100-talet e.Kr. var tio, i ett befäst läger, Castra Praetoria, på kullen Quirinalen med kaserner invid Rom. 
En kohort skötte den dagliga vakten vid kejsarpalatset. Detta läger, i närheten av Porta Pia, inneslöts av Aurelianus i hans mur, Aurelianusmuren. Praetoriangardet hade högre sold och kortare tjänstgöringstid än övriga trupper. Det rekryterades först uteslutande från Italien, senare även från provinserna.
Praetorianernas gynnade ställning och tjänstgöringen i eller vid huvudstaden gjorde dem till en makt i staten, varför också befälhavaren, praetorianprefekten (praefectus praetorio), blev en av samhällets mest betydande män. Kejsarna försökte ofta, särskilt genom frikostiga gåvor (donationes) vinna praetorianerna för sig, vilket ledde till upprepade militärrevolutioner. Deras fräckhet nådde sin höjdpunkt när de 193 e.Kr. utbjöd kejsartronen på auktion (se Didius Julianus). Septimius Severus lät sedan upplösa dem och bilda ett nytt garde. År 238 e.Kr. mördade gardet kejsar Balbinus.
Konstantin den store avskaffade slutligen helt och hållet praetoriangardet i Rom.